# Asplenium latibasis
Asplenium latibasis là một loài dương xỉ trong họ Aspleniaceae. Loài này được S.Y.Dong mô tả khoa học đầu tiên năm 2012.
Danh pháp khoa học của loài này chưa được làm sáng tỏ. 